# Nystalus
Nystalus és un gènere d'ocells de la família dels bucònids (Bucconidae).

## Taxonomia
Segons la Classificació del Congrés Ornitològic Internacional (versió 2.5, 2010) aquest gènere està format per cinc espècies:
- barbacoll d'orelles blanques (Nystalus chacuru).
- barbacoll maculat (Nystalus maculatus).
- barbacoll estriat occidental (Nystalus obamai).
- barbacoll barrat (Nystalus radiatus).
- barbacoll estriat oriental (Nystalus striolatus).

Sovint els barbacolls estriats occidental i oriental són considerat coespecífics.